# Gaultheria appressa
Gaultheria appressa là một loài thực vật có hoa trong họ Thạch nam. Loài này được A.W.Hill mô tả khoa học đầu tiên năm 1935.